# Ромбический питон Брэдли
Ромбический питон Брэдли (лат. Morelia bredli) — вид ромбических питонов семейства Питоны (Pythonidae).

## Внешний вид и строение
Длина от 2,5 до 3 м.

## Распространение и  места обитания
Эндемик Австралии. Встречается в штатах Западная Австралия и Северная территория.

## Образ жизни
Ведёт как наземный, так и древесный образ жизни. Может жить в пустыне.